# Ruyschia clusiifolia
Ruyschia clusiifolia là một loài thực vật có hoa trong họ Marcgraviaceae. Loài này được Jacq. miêu tả khoa học đầu tiên năm 1760.